# Edemissen
Edemissen este o comună din landul Saxonia Inferioară, Germania.
1. ↑  Rat Edemissen: Bürgermeister Tobias Faust (SPD) vereidigt (în germană), Peiner Allgemeine Zeitung[*], 8 noiembrie 2021
2. ↑  Alle politisch selbständigen Gemeinden mit ausgewählten Merkmalen am 31.12.2018 (4. Quartal) (în germană), Statistisches Bundesamt[*], arhivat din original la 10 martie 2019, accesat în 10 martie 2019